# La anomalía
La anomalía (en francés: L'Anomalie) es una novela de 2020 del escritor francés Hervé Le Tellier. Fue publicada por Éditions Gallimard el 20 de agosto de 2020.
El libro recibió críticas positivas de la prensa literaria y el Premio Goncourt el 30 de noviembre de 2020.

## Trama
Obra oulipiana, se estructura en tres partes, «Tan negro como el cielo» (Aussi noir que le ciel ), «La vida es un sueño, dicen» (La vie est un songe dit-on) y «Canción del olvido» (La chanson du néant), cuyos nombres están tomados de la poesía de Raymond Queneau. Hervé tomó dos de los títulos de las novelas de ficción de Victor Miesel de la novela Parfum de femme de Romain Gary, un autor con el que comparte algo de su estilo rápido e irónico. La novela plantea varias preguntas sobre la realidad del mundo y la ficción.
El 10 de marzo de 2021, el vuelo 006 de Air France procedente de París se ve obligado a volar a través de una supercelda cumulonimbus de tamaño sin precedentes durante un aterrizaje de rutina en el Aeropuerto Internacional John F. Kennedy. Durante los siguientes meses, los pasajeros de este vuelo continuarán con su vida normal. Varios encuentros llegan a hitos como el matrimonio, el embarazo, la ruptura y la muerte.
Entre los pasajeros, Victor Miesel, escritor y traductor, escribe de repente de forma casi automática el manuscrito de un libro titulado La anomalía de principio a fin y luego se suicida. La publicación póstuma del manuscrito genera amplia publicidad, reconocimiento y aclamación para su escritor fallecido.
El 24 de junio de 2021, una copia exacta del vuelo 006 de Air France del 10 de marzo, con clones exactos de todos los pasajeros y tripulantes a bordo, aparece en el cielo del aeropuerto Kennedy e intenta aterrizar. Esto provoca que el Departamento de Defensa de los Estados Unidos promulgue el Protocolo 42, un protocolo de respuesta a emergencias de tráfico aéreo altamente poco convencional, ideado por dos investigadores de estadística del MIT como una broma interna.
Dos exalumnos del MIT son reclutados sin saberlo para supervisar la detención del avión de pasajeros duplicado y de los pasajeros por parte de varias agencias de seguridad estadounidenses, y para liderar un foro de científicos para explicar este incidente imposible. Los científicos reunidos gradualmente se sienten atraídos por el incidente como evidencia de la hipótesis de la simulación, aun cuando se angustian por su infalsabilidad. Sin que el público lo sepa, el gobierno chino, después de haber capturado en secreto un duplicado del avión de pasajeros de un vuelo diferente, también ha postulado de forma independiente la hipótesis de la simulación.
Los gobiernos de diversos países hacen pública de manera conjunta la duplicación de más de doscientos seres humanos y dedican importantes gastos a proporcionar protección y anonimato a las personas duplicadas. A los duplicados del vuelo de junio se les permite reunirse con sus homólogos del vuelo de marzo, llegando a acuerdos mutuos de coexistencia. Algunas de estas parejas encuentran formas amistosas de compartir la misma vida, mientras que otras experimentan trastornos dolorosos. Miesel, ahora vivo, retoma su carrera como escritor; su nueva fama le brinda una segunda oportunidad de reencontrarse con una conexión perdida.
A medida que la cobertura mediática populariza la hipótesis de la simulación, el apocalipticismo aumenta entre el público en general. En un debate televisado, un filósofo sugiere que el vuelo duplicado fue una prueba para los habitantes de su realidad simulada, mientras Miesel argumenta que el comportamiento humano no cambiará como resultado. Más tarde, en octubre de 2021, aparece otro duplicado del vuelo 006 de Air France, y es destruido por aviones de combate según nuevos procedimientos que sustituyen al Protocolo 42. La narración describe un efecto dominó que se siente en todo el mundo a medida que el texto desaparece gradualmente de la página, línea por línea.

## Estilo
Organizada como una «novela de novelas», L'Anomalie comienza con la presentación de varios personajes, en otros tantos capítulos escritos según los códigos estilísticos de diferentes géneros, del thriller a la novela psicológica, de la literatura blanca a la narrativa introspectiva, el lector capta que un acontecimiento, la «anomalía» de un vuelo París - Nueva York en marzo de 2021, es el vínculo entre todos estos personajes.
Annick Geille escribió que Le Tellier parece inspirado en la "ciencia ficción posmoderna" del subgénero cyberpunk. La obra está estructurada de manera similar a la de un guion de una serie de televisión y presenta muchas alusiones literarias.
Le Tellier describió la novela como un escubidú.

## Personajes
En orden de aparición en la novela.
- Blake – Un sicario meticuloso y cauteloso, pero sin alma, la muerte es su oficio: «Matar a alguien no cuenta. Hay que observar, vigilar, pensar, mucho».[14] Francés, lleva una doble vida y vive en París con su esposa y dos hijos, cuando no tiene que viajar con nombres falsos.[15] Se verá obligado a eliminar a su doble para continuar su existencia dividida.[16]
- Victor Miesel – Escritor fracasado que se suicidó antes de publicar su última novela: L'Anomalie, que se convirtió en un libro de culto. El personaje se inspiró en dos escritores muertos, entre ellos Edouard Levé, y dos escritores vivos, amigos de Le Tellier.[17] Hervé Le Tellier publicó un retrato de Miesel, ilustrado por Frédéric Rébéna, en Libération el 1 de agosto de 2021.[18]
- Lucie Bogaert – Editora de cine francesa. Su relación con André, un arquitecto treinta años mayor que ella, es disfuncional.[19]
- David Markle: piloto de aerolínea estadounidense que sufre cáncer de páncreas que le fue detectado demasiado tarde.[20]
- Sophia Kleffman – Niña de siete años; hija de un soldado de los Estados Unidos que sirve en Afganistán e Irak.[21]
- Joanna Woods – Abogada afroamericana que defiende a una gran empresa farmacéutica.[22]
- Slimboy – Cantante gay nigeriano, cansado de vivir una mentira.[23]
- Adrian Miller – Matemático estadounidense de probabilidad, profesor en la Universidad de Princeton.[24]
- Meredith Harper – Matemática británica de topología, profesora en la Universidad de Princeton.[24]
- Jamy Pudlowski – Agente del Buró Federal de Investigaciones, a cargo de operaciones psicológicas (PSYOP).
- André Vannier – arquitecto francés, director de Vannier & Edelman. Su relación con Lucie, treinta años menor que él, se ve amenazada.[25]

## Página final
La última página de la novela tiene forma de caligrama. La última frase deja al lector con cierto trabajo de interpretación creativa. Las letras, en número creciente, desaparecen de la página mientras el ancho de las líneas disminuye hasta que sólo queda un carácter. Es una invitación a los lectores a recuperar un texto ausente. Las primeras palabras son fáciles de adivinar: "et la tasse à café rouge de mar e I y da la ma de ctor" se puede leer "et la tasse à café rouge de marque Illy dans la main de Victor Miesel" (y la taza roja de café Illy en la mano de Victor Miesel), y la siguiente frase podría ser: "et le diamant noir sur la bague d'Anne Vasseur" (y el diamante negro en el anillo de Anne Vasseur).
El resto del trabajo es más difícil. Entre otras, se encuentra la serie de cartas «ulcé.rations», una referencia al extenso poema heterogramático «Ulcérations» de Georges Perec, que en 1974 fue la primera publicación de La Bibliothèque oulipienne. Las últimas tres letras se pueden leer como la formación de la palabra "fin" verticalmente. Las cinco letras anteriores, "sable", indican otro posible significado: "sable fin" (arena fina) evoca la granularidad del tiempo. Sin embargo, si estas últimas líneas en forma de reloj de arena proporcionan una clave para la novela, es una clave deliberadamente incompleta. Durante una mesa redonda celebrada el 14 de mayo de 2021 en la Maison de la Poésie en París, Hervé Le Tellier y nueve de los traductores de L'anomalie hablaron extensamente sobre la página final. Aunque confirmó la existencia de un texto subyacente, el autor se negó a darlo a conocer y prefirió dejar que los lectores y traductores lo reconstruyeran.

## Publicación y ventas
El 4 de enero de 2021, la novela alcanzó una tirada de 820.000 ejemplares. El 6 de mayo de 2021, Éditions Gallimard y GfK anunciaron una tirada de un millón de ejemplares, una cifra que rara vez alcanza una novela ganadora del Premio Goncourt.
Según Challenges, en enero de 2021 había treinta y siete traducciones en curso. En junio de 2022, la novela había sido traducida a 45 idiomas y vendida en países como Estados Unidos, Alemania, Japón, pero también en Uzbekistán y Estonia.
El 2 de junio de 2022, la novela se publicó en formato de bolsillo (poche) a través de la colección Folio de Gallimard.

## Recepción
La novela fue seleccionada para competir por el Premio Goncourt, Premio Renaudot, Premio Médicis, Premio Décembre, Prix du roman Fnac y Prix Wepler. Fue galardonada con el Premio Goncourt el 30 de noviembre de 2020. El premio fue anunciado a través de un videochat por primera vez en la historia, debido a la pandemia de COVID-19. El premio también se retrasó, en solidaridad con las librerías que se vieron obligadas a cerrar debido a los confinamientos.
Thomas Merklinger comenta en su crítica que "El capitán David Markle, piloto del vuelo comercial, no es el único que cree que todo es una broma cuando el aeropuerto Kennedy le informa que ya ha aterrizado, al menos hasta que aparecen los interceptores detrás de su avión. Sin embargo, su intuición inicial podría ser correcta, porque La Anomalía es precisamente eso: un chiste genial, cruel y entretenido que, si bien pierde fuerza hacia el final y, afortunadamente, no entra en una tercera ronda de dobles tomas, es, en general, una lectura maravillosamente inteligente e ingeniosa."

## Obras derivadas
El escritor Pascal Fioretto escribió un pastiche de la novela, titulado L'Anomalie du train 006 de Brive, publicado por Éditions Herodios en junio de 2021. Hervé Le Tellier escribió el prefacio del libro.

### Adaptación televisiva
Durante un "café literario" en línea organizado por las Escalas de las Letras el 16 de abril de 2021, Hervé Le Tellier anunció que se está produciendo una adaptación televisiva de la novela.